# Иероним де Анджелис
Иероним (Джероламо) де Анджелис (итал. Girolamo De Angelis; около 1568, Энна, Сицилия — 4 декабря 1623, Эдо, Япония) — блаженный католической церкви, мученик, священник ордена иезуитов, жертва антикатолических преследований в Японии, убитый из-за ненависти к вере (лат. Odium fidei).

## Биография
Изучал право в Палермо. В 1585 году был принят в Общество Иисуса в Мессине. В 1585 году с миссионерской целью был направлен в Индию, куда отправился из Лиссабона.
Выдающийся первопроходческий миссионер Японии. В 1602 году начал там миссионерскую деятельность. Несмотря на публикацию эдикта, изгоняющего всех христианских миссионеров из страны, оставался на островах.
Он был первым европейцем на о. Хоккайдо,, первым миссионером, достигшим земель Езо к северу от японского острова Хонсю (включая Сахалин и, вероятно, Курильские острова) и встретившим айнов. Неутомимый служитель веры, он был первым миссионером, проникшим в доселе неизвестные царства Ясу и Цай.
Иероним де Анджелис, обратил в христианство многих людей в Японии, видя при этом, что его неофиты жестоко преследуются.
Схваченный и осужденный на смерть, подвергся публичной казни — сожжением на костре.
Беатифицирован 7 июля 1867 года в Риме папой Пием IX в группе 205 японских мучеников.